# Gernot Gricksch
Gernot Gricksch (* 1964 in Hamburg) ist ein deutscher Buchautor, Drehbuchautor, ehemaliger Journalist und Filmkritiker.

## Leben und Werk
Gernot Gricksch schreibt im Erzählstil vorwiegend tragikomische Geschichten aus dem Leben. 2009 veröffentlichte er sein erstes Kinderbuch Die Paulis außer Rand und Band. Darüber hinaus war er von 1990 bis 2008 für die Filmzeitschrift Cinema tätig, zuerst als Redakteur und später als Stammautor.
Sein Roman Robert Zimmermann wundert sich über die Liebe wurde 2008 von Leander Haußmann unter dem gleichen Titel verfilmt. Gricksch schrieb das Drehbuch und ist in einer kleinen Gastrolle zu sehen. Seitdem ist er vor allem als Drehbuchautor tätig.
Er ist Unterzeichner des Kontrakt 18 und hat sich verpflichtet, nur noch bei Filmvorhaben zu arbeiten, bei denen u. a. sämtliche Bearbeitungen des Drehbuchs von ihm autorisiert werden müssen und er Mitspracherecht bei der Auswahl des Regisseurs hat.
Gricksch lebt in Hamburg, ist verheiratet und hat zwei Kinder.

## Auszeichnungen
- 2006 Literaturpreis DeLiA für den Roman Robert Zimmermann wundert sich über die Liebe
- 2008 Norddeutscher Filmpreis für das beste Drehbuch Robert Zimmermann wundert sich über die Liebe
- 2008 Bayerischer Filmpreis 2008 – Drehbuchpreis für Robert Zimmermann wundert sich über die Liebe
- 2017 CIVIS Medienpreis für „Der Hodscha und die Piepenkötter“ (Nominierung)

## Werke
Bücher
- Godzilla. Von Japan bis Hollywood: alles über das berühmteste Monster der Filmgeschichte, Heyne TB 2007, München 1998, ISBN 3-453-13836-8.
- Kaiserschmarren und Koitus. Ungewöhnliche Rezepte für jede Lebenslage, Knaur TB 72815, München 1999, ISBN 3-426-72815-X.
- Die Herren Hansen erobern die Welt. Knaur TB 61467, München 1999, ISBN 3-426-61467-7.
- Als die wunderbarste Frau der Welt sagte: „Wir sind schwanger“! Neun ganz besondere Monate im Leben eines Mannes. Schneekluth, München 2000, ISBN 3-7951-1762-3.
- Das kleine Lexikon des Wissens, das die Welt nicht will. Listen und Lacher zum Schmunzeln und Weitererzählen Knaur TB 72849, München 2000, ISBN 3-426-72849-4.
- Die denkwürdige Geschichte der Kirschkernspuckerbande [Roman], Knaur TB 61892, München 2001, ISBN 3-426-61892-3 und als Hörbuch: gelesen von Detlev Buck und Andreas Fröhlich. Textbearbeitung: Tanja Weimer. Regie: Sven Stricker, 5 CDs, Droemer-Audio, München 2002, ISBN 3-426-64043-0.
- Die Bank der kleinen Wunder  [Roman], Knaur TB 62680, München 2004, ISBN 3-426-62680-2.
- Robert Zimmermann wundert sich über die Liebe [Roman], Knaur TB 62512, München 2005, ISBN 3-426-62612-8 (als Hörbuch: Max Trüffel liest „Robert Zimmermann wundert sich über die Liebe“ von Gernot Gricksch. 1 MP3-CD, 588 Minuten, ungekürzte Hörbuchfassung. Berliner Hörspiele, Berlin 2008, ISBN 978-3-940530-69-1).
- Freilaufende Männer. Knaur TB 63213, München, 2006, ISBN 3-426-63213-6 (Neuauflage als das „Buch zum Film“: Knaur TB 51004, München 2011, ISBN 978-3-426-51004-9).
- Die Paulis außer Rand & Band [Kinderbuch]. Dressler, Hamburg 2009, ISBN 978-3-7915-0722-4.
- Königskinder [Roman]. Droemer, München 2010, ISBN 978-3-426-19872-8.
- Im Tal der Buchstabennudeln [Kinderbuch], Dressler, Hamburg 2010, ISBN 978-3-7915-0723-1.
- Das Leben ist nichts für Feiglinge. Droemer, München 2010, ISBN 978-3-426-19892-6.
- Nicht drücken (Kinderbuch) Dressler, Hamburg 2012, ISBN 978-3-7915-0724-8.
- Die heldenhaften Jahre der Kirschkernspuckerbande Knaur, München 2013, ISBN 978-3-426-51065-0.
- Die Paulis in Tatukaland (Kinderbuch), Dressler, Hamburg, 2014, ISBN 978-3-7915-0727-9.
- Morgens in unserem Königreich, Knaur, München, 2014 (als Taschenbuch Knaur TB 51559, München 2016, ISBN 978-3-426-51559-4).
- Ghetto Bitch, Dressler, Hamburg, 2016, ISBN 978-3-7915-0006-5.

Filme
- 2008: Robert Zimmermann wundert sich über die Liebe (Drehbuch und Romanvorlage)
- 2009: Fasten à la Carte (Drehbuch und Co-Autor)
- 2011: Freilaufende Männer (Drehbuch und Romanvorlage)
- 2012: Das Hochzeitsvideo (Drehbuch)
- 2012: Das Leben ist nichts für Feiglinge (Drehbuch und Romanvorlage)
- 2014: Die Lichtenbergs – zwei Brüder, drei Frauen und jede Menge Zoff (Drehbuch)
- 2015: Kommissar Dupin: Bretonische Verhältnisse (Drehbuch)
- 2015: Kommissar Dupin: Bretonische Brandung (Drehbuch)
- 2015: Kommissar Dupin: Bretonisches Gold (Drehbuch)
- 2016: Der Hodscha und die Piepenkötter (Drehbuch)
- 2017: Fluss des Lebens: Geboren am Ganges (Drehbuch)
- 2017: Happy Burnout (Drehbuch)
- 2018: Tanken – mehr als Super (TV-Serie) (Drehbuch-Headautor)
- 2018: Grüner wird’s nicht, sagte der Gärtner und flog davon (Drehbuch)
- 2021: Die Drei von der Müllabfuhr – Die Streunerin (Drehbuch)
- 2021: Die Drei von der Müllabfuhr – Operation Miethai (Drehbuch)
- 2022: Die Drei von der Müllabfuhr – Zu gut für die Tonne (Drehbuch)
- 2022: Extraklasse – On Tour (Drehbuch)
- 2023: Die Drei von der Müllabfuhr – Arbeit am Limit (Drehbuch)
- 2023: 791 km
- 2025: Die Drei von der Müllabfuhr – Der Neue (Drehbuch)
- 2025: Die Drei von der Müllabfuhr – Schutzgeld (Drehbuch)